# 鵜川原村
鵜川原村（うがわらむら）は三重県三重郡にあった村。現在の菰野町中心部の東北東、概ね三滝川の左岸にあたる。

## 地理
- 河川：三滝川、竹谷川、海蔵川

## 歴史
- 1889年（明治22年）4月1日 - 町村制の施行により、吉沢村・下鵜川原村・川北村・大強原村・池底村の区域をもって発足。
- 1956年（昭和31年）9月30日 - 菰野町・竹永村と合併し、改めて菰野町が発足。同日鵜川原村廃止。

## 村長
- 重盛信近
- 太田吉迪
- 森為吉
- 太田貞
- 進士久次
- 服部盛一
- 重盛ニ三